# Hundra
Hundra l'ultima amazzone (Hundra), noto anche come Hundra - La regina di fuoco, è un film del 1983 diretto da Matt Cimber.